# Nusrat Fateh Ali Khan

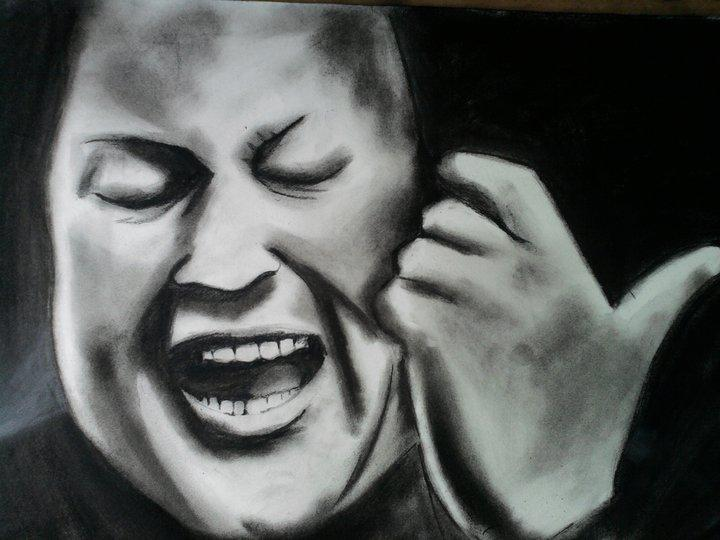
Nusrat Fateh Ali Khan

Nusrat Fateh Ali Khan ⓘ (* 13. Oktober 1948 in Faisalabad (Lyallpur), Pakistan; † 16. August 1997 in London) war ein pakistanischer Qawwali-Sänger (ein zum Sufismus gehörender devotionaler Gesangsstil), der mit zahlreichen europäischen und US-amerikanischen Pop- und Rockmusikern zusammenarbeitete.

## Leben
Nusrat Fateh Ali Khan stammte aus einer Musikerfamilie, deren Wurzeln in Afghanistan liegen. Sein Vater war der klassische Musiker Fateh Ali Khan, von dem er auch in den Qawwali-Gesang eingeführt wurde. Die Qawwali-Musik, die die Literatur- und Tanzkunst begleitete, breitete sich von ihrem Ursprungsland Afghanistan westlich über Persien in die Türkei, nördlich nach Usbekistan und im 12./13. Jhd. südlich nach Indien aus. 1971 wurde er zum Qawwali-Meister sowie zum Familienvorstand ernannt. Sein Bruder Farooq ist ebenfalls Musiker. Seit 1973 wurden Aufnahmen seiner Musik veröffentlicht.
Bei Konzerten wurde Nusrat Fateh Ali Khan von einem Ensemble, genannt The Party begleitet, das aus neun bis zehn weiteren Musikern bestand. Die Rhythmusgruppe setzte sich zusammen aus einem Tabla- und Dholak-Trommler sowie drei weiteren Musikern, die den Rhythmus mit den Händen klatschten; weitere fünf Musiker begleiteten mit unterschiedlichen Instrumenten, zwei davon waren in der Regel Harmonium-Spieler. Seine Konzerte hatten häufig Überlänge, nicht selten dauerten sie mehr als drei Stunden. Ein Versbeispiel:
Ich bin keine Stimme / ich bin das singende Feuer / Was du hörst, ist das Knistern in dir (nach einem Vers des persischen Dichters und Mystikers Dschalal ad-Din Rumi, geschrieben im 13. Jahrhundert).
Nusrat Fateh Ali Khan arbeitete zusammen mit verschiedenen westlichen Künstlern. Dazu gehören der Rockmusiker Eddie Vedder (Pearl Jam) und der Filmschauspieler Tim Robbins (für den Soundtrack zu dem Spielfilm Dead Man Walking), Michael Brook, Massive Attack (Mustt Mustt, 1991) sowie Peter Gabriel (für die beiden Soundtrack-Alben Passion: Music for The Last Temptation of Christ und Passion – Sources zu dem Film Die letzte Versuchung Christi von Martin Scorsese), Long Walk Home: Music from the Rabbit-Proof Fence zu dem Film Long Walk Home von Phillip Noyce, sowie Natural Born Killers von Oliver Stone und Gangs of New York von Martin Scorsese und erweiterte so die Bekanntheit der Qawwali-Musik in Nordamerika und Europa. 1990 begab er sich erstmals auf eine Welttournee mit Konzerten in Nordamerika, verschiedenen europäischen Ländern und in Australien.
Nach dem Tod Nusrat Fateh Ali Khans übernahm dessen Neffe Rahat Fateh Ali Khan seine Rolle als Qawwali-Sänger.
Posthum war sein Gesang in dem Lied Signal to Noise auf dem erst 2002 erschienenen Album Up von Peter Gabriel zu hören. Nusrat Fateh Ali Khan arbeitete 1997 vor seinem Tod an dem Lied. Dieses sollte in einer „viel schärferen Version“ erscheinen. Gabriel wandelte es in ein streicherorientiertes Stück und machte es so zum Eckpfeiler des Albums.

## Diskographie
- 1985: Love Songs
- 1985: Nusrat Fateh Ali Khan en concert à Paris, Vol. 1+2 (6. November 1985)
- 1988: Nusrat Fateh Ali Khan en concert à Paris, Vol. 3–5 (20. und 21. März 1988)
- 1988: Devotional Songs
- 1989: Shahen – Shah (Label: Real World)
- 1989: Yeh Jo Halka Halka (Label: Jaro)
- 1990: Mustt Mustt (mit Michael Brook, Label: Real World)
- 1990: Supreme Collection
- 1991: Shahbaaz
- 1994: The Last Prophet (Le dernier prophète)
- 1995: Night Song (mit Michael Brook, Label: Real World)
- 1996: Prophet Speaks
- 1997: Megastar
- 1997: Star Rise – Remixes (mit Talvin Singh, Joi und Nitin Sawhney)
- 1998: Rapture
- 2000: Dust To Gold
- 2000: Ecstasy
- 2000: Magic Touch
- 2000: Swan Song
- 2000: Traditional Qawwali, Vol. 1
- 2001: Body & Soul
- 2001: Live at the Royal Albert Hall
- 2001: The Final Studio Recordings
- 2019: Live at WOMAD 1985

## Auszeichnungen
- Fukuoka Asian Culture Prize (1996)
- Star Screen Award/Beste Hintergrundmusik für Bandit Queen (1997)
- Fateh Ali Khan hält den Weltrekord für die größte dokumentierte Ausgabe eines Qawwali-Künstlers: insgesamt 125 Alben bis 2001.[5]